# 대한민국의 여성 운동
이 문서는 대한민국의 여성 운동에 대하여 서술한다.
37개의 여성단체가 모여 한국정신대문제대책협의회(정대협)를 1990년에 발족하며 일본군 '위안부' 문제 해결을 위한 운동이 시작되었다. 1991년 8월 14일에 정대협과 함께 일본군 '위안부' 피해자인 고 김학순 여성운동가가 최초로 피해 사실을 공개 증언하였다. 정대협은 현재까지 이어지고 있는 수요시위를 1992년부터 개최하기 시작하였다. 한편 1991년에 김부남 사건, 1992년에 김보은 김진관 사건이 발생하면서 대한민국 법 체계가 성폭력 예방, 처벌에 취약함이 지적되어 1994년 성폭력 특별법이 제정되었다. 또한 1995년  "호주제폐지운동본부"가 발족하면서 호주제 폐지 운동이 본격적으로 시작되었고, 2005년 헌법재판소는 헌법불합치 결정을 내렸다.
2016년에는 서울특별시 서초동에서 한 남성이 불특정한 여성을 살해한 강남역 화장실 살인사건이 발생하면서, 피해 여성에 대한 추모 운동이 확산되었다. 사건을 수사한 경찰과 표창원 전 프로파일러가 해당 사건을 여성혐오 범죄로 보기 어렵다는 입장을 내놓으며 이 사건이 여성 혐오 범죄인지, 범인의 조현병에 의한 묻지마 범죄인지에 대한 격렬한 논쟁이 발생하였다.

## 역사

### 1990년대

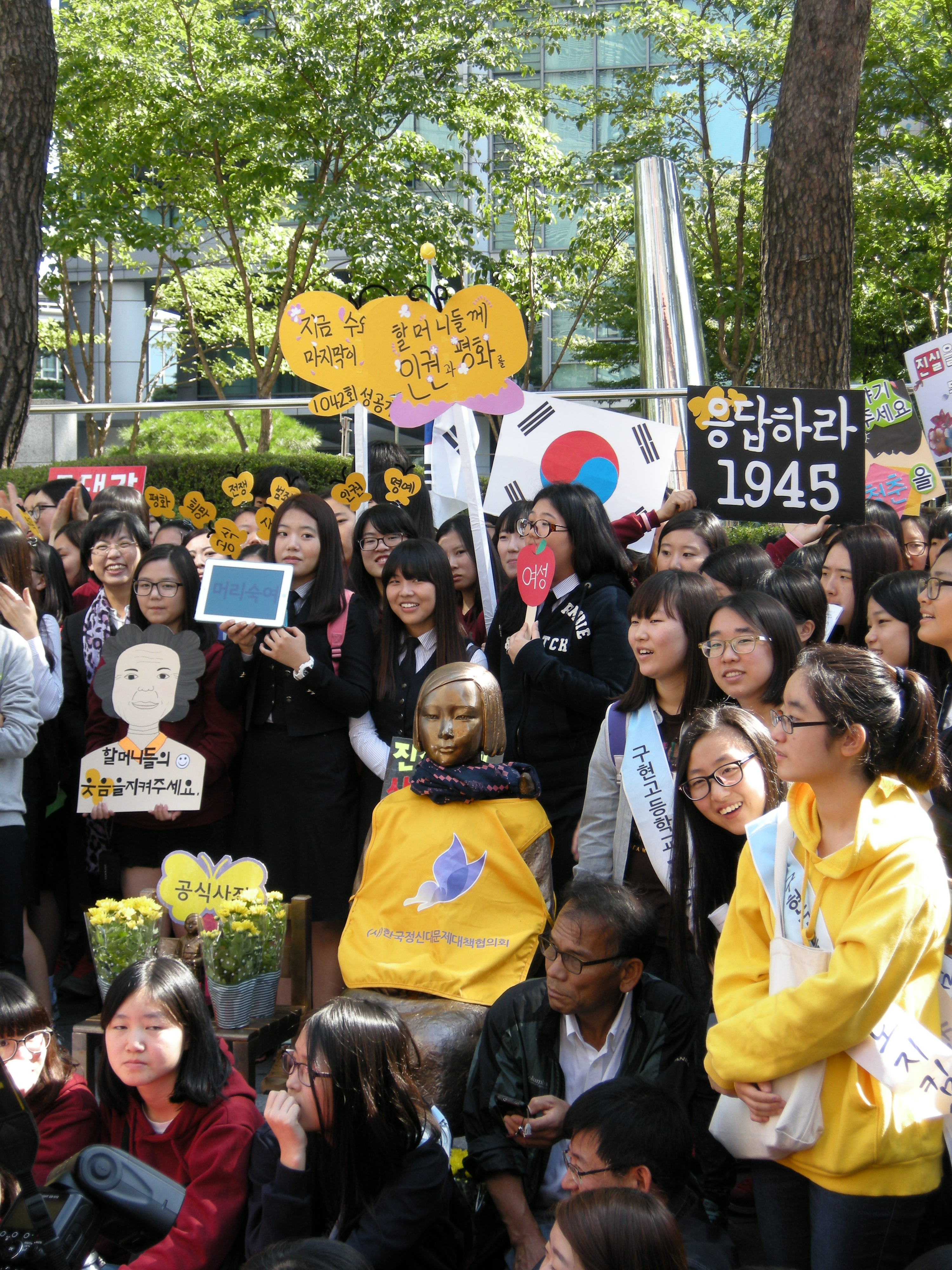
1992년 시작되어 2018년까지 계속되고 있는 수요시위 모습. 2012년 10월 3일 촬영.

1990년 일본군 위안부 문제를 해결하기 위한 한국정신대문제대책협의회(정대협)가 발족하였고, 1991년 위안부 피해자 김학순이 대한민국 내의 거주자로서는 처음으로 일본군 위안부 피해 실상에 대하여 실명으로 증언하였다. 정대협은 일본군 위안부 피해자들이 주한 일본 대사관 앞에서 일본의 위안부 문제 해결을 촉구하는 수요시위를 1992년에 최초로 개최하였다.
어린 시절 자신을 강간했던 남성을 살해한 김부남 사건과 어린 시절부터 자신을 지속적으로 강간한 계부를 남자 친구와 함께 살해한 김보은 김진관 사건이 1991년, 1992년에 잇달아 발생하면서, 대한민국 법 체계가 성폭력 예방, 처벌에 취약함이 지적되었고,  1994년 성폭력 특별법의 제정으로 이어졌다. 한편, 1994년 서울대학교 자연대학의 조교가 담당 교수로부터 성희롱을 당하고 이를 거부하자, 해당 교수가 약속과 달리 조교를 재임용 추천하지 않아 사실상 해임되었다며 손해배상을 청구하는 민사 소송을 제기한 서울대 신 교수 성희롱 사건이 발생하여 성희롱 개념이 법적으로 도입되는 계기가 되었다.
1999년 5월에는 호주제 폐지를 목적으로 하는 여성 단체 연합의 주도로 "호주제폐지운동본부"가 발족되고, 그해 11월 5일 유엔 인권 이사회에서 호주제 폐지 권고 결의가 나왔으며, 2000년 9월 22일 "호주제 폐지를 위한 시민 연대"가 발족하여, 호주제 폐지 국회 청원이 시작되었다. 2003년 9월 4일 법무부는 호주제 폐지 민법 개정안을 입법 예고하였고, 같은 해 11월 20일 헌법재판소의 호주제 첫 공개 변론이 시작되었으며, 2005년 2월 3일 헌법재판소는 호주제에 대한 헌법불합치 결정을 내렸다.

### 2000년대
2001년 대한민국은 미국 국무부에서 실시한 인신 매매 보고에서 최하 등급인 3등급을 받았다. 2002년 군산시의 한 유흥주점에서 출입문이 잠긴 채 성매매를 하던 여성들이 화재로 사망하는 군산 대명동 성매매 집결지 화재 참사가 발생하였는데, 2년 뒤 인근 개복동 소재의 유흥주점에서도 인신매매되어 성매매를 강요당하던 여성들이 화재로 사망하는 사건이 발생했다. 이러한 사건들을 계기로 2004년 성매매 특별법이 시행되었다. 2012년 성매매를 하다가 적발된 여성 김 모가 "성매매 특별법은 개인의 성적 결정권 등 기본권 침해"라며 위헌법률심판을 신청하였고, 서울북부지방법원이 이를 받아들여 헌법재판소에 위헌법률신판을 제청하였다. 헌법재판소에서 공개 변론이 열린 2015년 4월 9일 한터전국연합, 한터여종사자연맹 등 성매매 종사자들은 성매매 특별법의 폐지를 촉구하는 탄원서를 헌법재판소에 제출하였다. 탄원서 제출에 앞서 이들은 헌법재판소 앞에서 탄원서를 낭독하고, 성매매 특별법 폐지를 주장하는 시위를 하였다.

### 2010년대
2015년, 메갈리아의 등장으로 이른바 '페미니즘 리부트(re-boot)'라 불리는 페미니즘 붐 현상이 발생했다. 메갈리아에서 소라넷 폐지 운동이 벌어졌고 디지털 성범죄 아웃이 창설됐다.
2016년, 메갈리아는 여러 논쟁을 거치며 분열되었고 대표적인 분화 사이트로 워마드가 탄생했다.

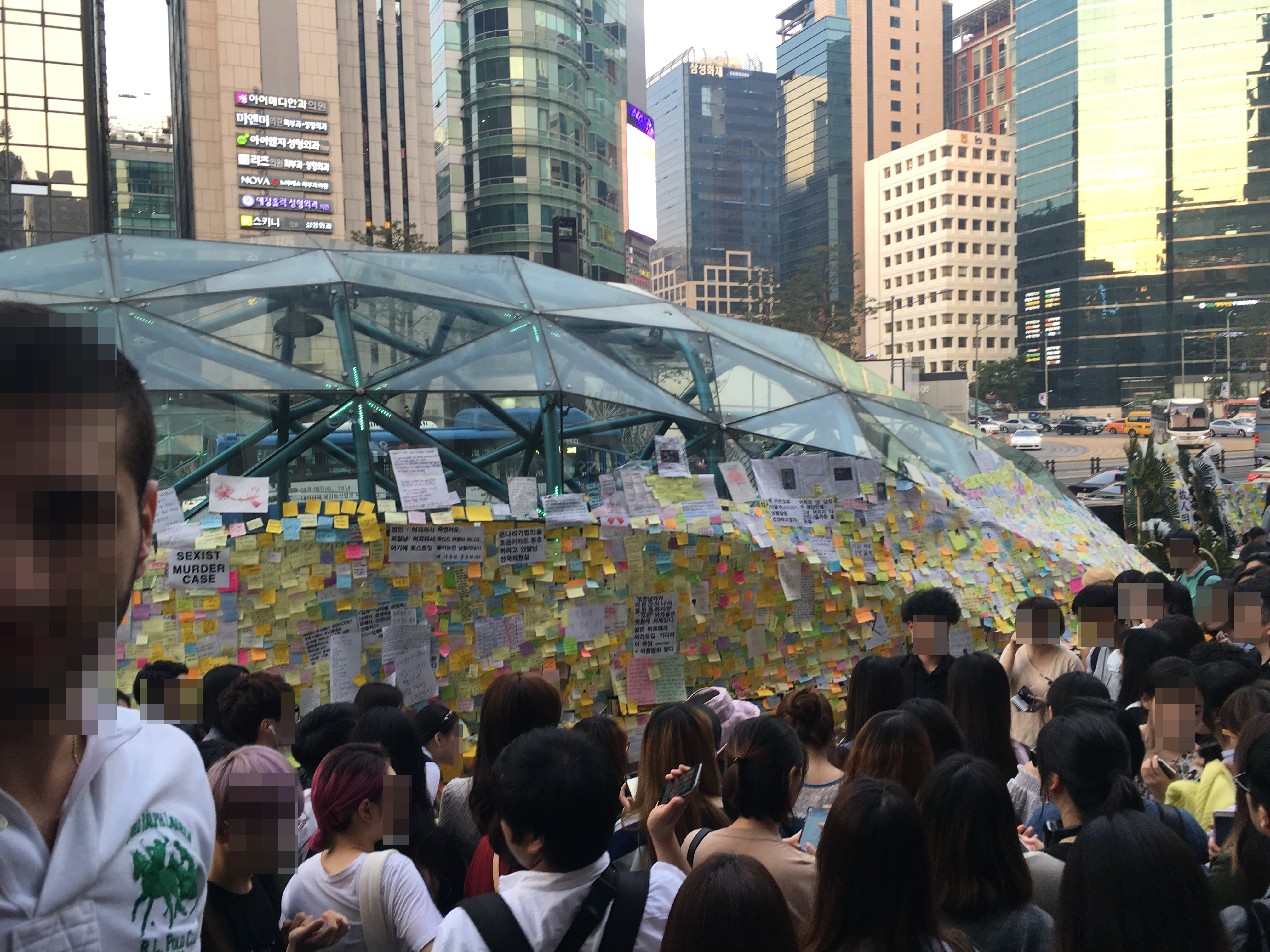
강남역 노래방 살인 사건 피해자 추모 운동 당시의 강남역 10번 출구.

2016년 5월 17일 강남역 근처의 노래방 화장실에서 한 남성이 불특정한 여성을 살해한 강남역 노래방 살인 사건이 발생하였다. 이 사건은 2015년 이후의 대한민국 여성주의 운동에서 결정적인 분기점으로 손꼽힌다. 피의자가 "평소에 여성으로부터 무시를 당해 범행을 하기로 결심하였다"고 증언한 사실과, 여성만을 골라 살해하기 위해 범행 현장에서 피의자가 30분 정도를 기다린 사실이 알려지자 이 사건이 여성 혐오 범죄라는 주장이 제기되었고, 사건 현장과 가까운 강남역에 10번 출구에는 피해자를 추모하는 포스트잇을 붙이는 추모 운동이 일어났다. 경찰이 피의자가 조현병 환자이므로 이 사건을 여성 혐오 범죄가 아니라는 입장을 밝혔고, 표창원 전 프로파일러 또한 이 사건을 여성 혐오 범죄로 단정짓기 어렵다 말해 논란이 발생하였다. 이에 대해 정신과 전문의들은 '묻지마 범죄'라는 명명 자체가 잘못되었으며, 질병과 사회적 맥락이 함께 작용해 발생한 사건인 만큼 정신질환의 문제로만 치부해서는 조현병에 대한 낙인을 강화할 수 있다는 의견을 내놓았다.
2016년 7월에는 성우 김자연이 페이스북 페이지 ‘메갈리아4’에서 페이스북코리아와 진행 중인 여성 혐오성 페이지 유지 문제에 대한 민사 소송 비용을 마련하기 위해 진행 중인 기금 후원의 대가(리워드)로 받은 물품을 트위터에 올리자, 네티즌들이 김자연이 출연한 게임 《클로저스》의 배급사인 넥슨에 김자연의 하차를 요구하였다. 넥슨은 김자연과의 계약을 해지하고 《클로저스》에서 김자연이 맡은 역의 성우를 교체하였다. 7월 22일과 25일에 메갈리아를 비롯한 인터넷 기반 여성 커뮤니티는 판교 넥슨 코리아 사옥 앞에서 시위를 벌였으며, 이 과정에서 넥슨의 미성년자로 설정된 게임 캐릭터의 의상을 비판하기 위하여 시위에 사용한 표어인 "도토리유치원: 아빠 나도 13살 되면 벗길거야?”가 논란이 되었다.
같은 해인 2016년 10월에는 낙태죄 폐지를 위한 검은 시위가 수차례 있었다. 9월, 보건복지부가 낙태 수술을 하는 의사의 처벌을 강화하겠다는 입법 예고에 따른 여파다. 여성들은 검은 옷을 입고 모였는데, 이는 폴란드 여성들이 낙태 금지 반대 시위 시 정부에 강제로 규제당한 여성 생식권을 애도하는 의미로 검은 옷과 마스크를 착용한 데에서 따온 것이다.
2016년 10월 #오타쿠_내_성폭력 해시태그를 이용한 SNS 상의 성폭력 피해 고발이 시작되었다. 이를 기점으로 #ㅇㅇ계_내_성폭력이라는 해시태그 하에 문단, 공연, 미술 등 다양한 문화예술 분야 내 성폭력에 대한 공론화가 이뤄졌다.
2017년부터 웹하드 카르텔을 추적해온 한국사이버성폭력대응센터(한사성)는 2018년 2월, 경기남부경찰청에 웹하드 카르텔을 고발한다. 이후 한사성과 그것이 알고싶다 팀의 협력으로 2018년 7월, 그것이 알고싶다 <웹하드 불법동영상의 진실>편에 웹하드 업체와 필터링 업체 및 영상을 삭제해 주는 디지털 장의사 간의 유착(웹하드 카르텔) 및 웹하드가 수익을 위해 불법 촬영물 업로드를 방조, 조장한다는 사실이 방송됐다.
2018년 1월 26일, 서지현 검사가 미투 운동을 통해 검찰 내부 통신망에 8년 전 법무부 고위간부에 의해 성추행을 당했음을 폭로했다. 29일에는 JTBC 뉴스룸에 출연하여 해당 사건 및 검찰 내부의 성폭력 문제를 대대적으로 알렸다. 서지현 검사의 고발 이후 이재정 더불어민주당 의원이 과거 성추행 피해사실을 공개하는 등 미투운동이 확산되었다. 회사 정보를 공유하는 직장인 익명 어플리케이션인 블라인드에서는 재직 중인 회사에 대한 폭로가 이어졌고, 박삼구 금호아시아나 회장에 대한 승무원들의 증언이 수없이 나와 아시아나항공 노조는 여성 노동자들에 사과하고 반성과 재발방지를 약속 하라는 성명을 내놓았다.
같은 해 3월 5일, 안희정 전 충남도지사에 의한 성폭행, 성추행 피해 사실을 피해자 김모씨가 JTBC 뉴스룸에 출연하여 폭로했다. 다음 날 안희정은 본인의 페이스북에 의혹에 대한 사과 및 자진 사퇴 의사를 밝혔다. 김모씨의 최초 고발 이후, 안희정의 대선 경선 캠프에 성폭력이 만연했다는 추가 폭로가 이어졌다.
2018년, 불법촬영 편파수사 규탄시위가 열려 '여성’이라는 단일 의제로 국내에서 열린 사상 최대 규모 집회 기록을 돌파했다.
2018년, BBC, 뉴욕 타임스, 더 가디언 등 해외언론에 '탈코르셋' 운동이 보도됐다.
한편 2018년에는 연세대학교, 성균관대학교, 동국대학교에서 총투표 또는 학생대표자회의 의결로 연달아 총여학생회가 폐지되었다. 이어서 2021년에는 중앙대학교 서울캠퍼스 성평등위원회가 폐지되었다. 이전부터 각 대학교의 총여학생회는 대한민국의 학생운동 침체와 함께 서서히 폐지되는 추세에 있었으나, 3개 대학 총여학생회 폐지와 중앙대학교 성평등위원회 폐지는 2015년 이후 ‘페미니즘 리부트’ 분위기 속에서 집행부 구성에 성공하여 활발하게 활동하고 있었거나(연세대학교, 동국대학교, 중앙대학교) 총여학생회장 출마를 선언하고 선거 실시를 요구하던(성균관대학교) 상황에서 이에 반대하던 세력에 의하여 강제 해산되었다는 점에서 이전의 총여학생회 폐지와 차이를 보인다. 대학여성운동을 비롯한 여성 운동에서는 이를 백래시로 규정하고 비판하였다.
2019년 4월 11일, 헌법재판소가 낙태죄 '헌법불합치' 결정을 내렸다. 헌법재판소는 2020년 12월 31일을 시한으로 해당 법안을 개정하며 그때까지 현행법을 적용할 것, 개정되지 않을 경우 2021년 1월 1일부터 전면 폐지할 것을 주문했다. 2020년 12월 31일까지 낙태죄 조항이 개정되지 않아,  2021년 낙태죄 규정이 자동 폐지되었다.
2019년 7월 8일, 서울시장 전직 비서가 전 서울시장 고 박원순의 성추행에 대한 고소장을 접수했다. 4년간 지속적으로 위력에 의한 성폭력을 당했다고 진술했다.
2019년, 추적단 불꽃이 n번방 사건을 최초보도 했고, 프로젝트 리셋이 창설됐다.

### 2020년대
2020년 1월 30일, 숙명여자대학교에 트랜스젠더 여성이 합격한 사실이 알려졌다. 이는 최초로 한국의 여대에 트랜스젠더 여성이 합격했음이 공개적으로 알려진 사건이었다. 일부 숙명여자대학교 재학생들은 '트랜스젠더남성 입학반대 TF팀'을 꾸려 대학 측에 '생물학적 여성'만 입학을 허가하는 학칙 개정을 요구할 예정이라고 밝혔다. 이에 학내 자치단체인 학생ㆍ소수자인권위원회 등은 합격자에 대한 공개 지지에 나섰다. 당사자는 2020년 2월 7일, 입학을 포기했다.
2020년 3월 8일, 여성의당이 창당되었다.

## 같이 보기
- 대한민국의 여성주의
- 대한민국의 성 불평등